# Mihlberg (Berg)
Der Mihlberg ist ein Berg im nördlichen Wartburgkreis in  Thüringen und zählt zum Naturpark Eichsfeld-Hainich-Werratal.
Der Mihlberg hat eine Gipfelhöhe von 377,7 m ü. NN, er befindet sich etwa vier Kilometer östlich von Creuzburg und gehört heute anteilig zur Gemarkung der Orte Ütteroda, Buchenau und Creuzburg.
An der Ostseite liegt das Habichtstal mit dem Steingraben, es trennt den Mihlberg vom östlich folgenden Mihlaer Berg.
Der landwirtschaftlich genutzte Berg war seit dem Mittelalter gerodet, an der Westseite befand sich das Gehöft Mihlberg, an der Nordseite im Habichtstal das Gehöft Sorga. Beide Orte wurden erst in den 1960er Jahren aufgegeben.
Die ertragsarmen und steinigen Verwitterungsböden auf der Hochfläche bei Ütteroda werden seit den 1990er Jahren wieder aufgeforstet. Die überwiegend als Weideland von der Agrargenossenschaft Reitenberg bewirtschafteten Flächen liegen um das Habichtstal mit einem Quellbach und kleinen Teich.